# Tand om tand
Tand om tand is het 56e stripalbum van De Blauwbloezen. Het werd getekend door Willy Lambil en het scenario werd geschreven door Raoul Cauvin en de inkleuring werd verzorgd door Studio Leonardo. Het album werd uitgebracht in 2012.
Voor tekenaar Lambil, die de reeks had overgenomen na de dood van de oorspronkelijke tekenaar Louis Salvérius, was het zijn 50e van De Blauwbloezen dat hij tekende. In het album keert Chesterfield terug naar het burgerleven, en zo sluit het aan bij het eerder album Hoe het begon.